# Gebirgswelse
Die Gebirgswelse (Sisoridae), auch Turkestanische Zwergwelse genannt, leben mit über 200 Arten und 20 Gattungen im südlichen Asien, von Kleinasien und Syrien bis  Indien und in den Süden Chinas und auf Borneo. Verbreitungsschwerpunkt ist Vorderasien.

## Merkmale
Die meisten Arten der Familie sind klein, erreichen Längen von 4 bis 20 Zentimetern und leben in schnell fließenden Gebirgsbächen und Stromschnellen. Die größten Arten Bagarius bagarius und Bagarius yarrelli leben im Ganges, im Mekong und in anderen Strömen Südostasiens und werden 2 Meter lang. Alle, bis auf die Gattung Sisor haben vier Paare Barteln. Sisor hat ein Bartelpaar auf dem Maxillare und fünf Bartelpaare auf dem Unterkiefer. Der Körper der Gebirgswelse ist normalerweise mit kleinen Tuberkeln bedeckt. Eine Fettflosse ist vorhanden. Sie ist bei einigen Gattungen mit der Schwanzflosse verschmolzen und besteht bei Sisor nur aus einem kleinen Stachel. Die Basis der Rückenflosse ist kurz. Sie kann mit oder ohne vorangehenden Stachel sein. Einige Gattungen haben ein aus Maul und Flossen gebildetes Adhäsionorgan.

## Systematik

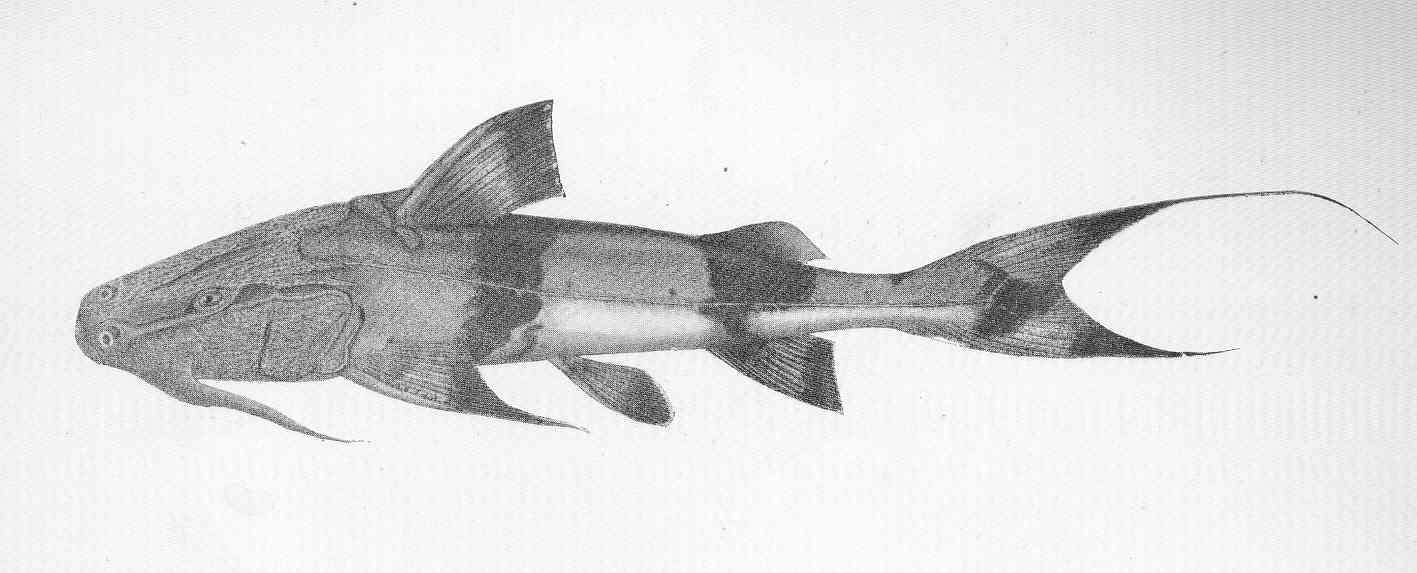
Bagarius yarrelli

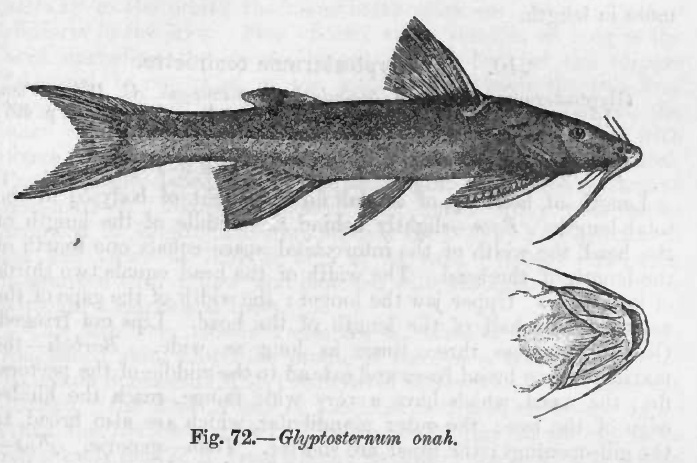
Glyptothorax lonah

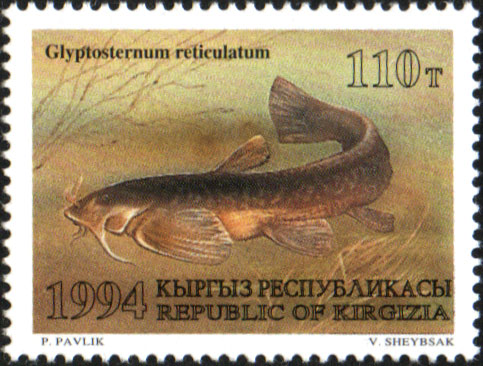
Glyptosternon reticulatum

- Familie Gebirgswelse (Sisoridae)
  - Unterfamilie Sisorinae
    -       - Bagarius
      - Gagata
      - Gogangra
      - Nangra
      - Sisor

  - Unterfamilie Glyptosterninae
    - Tribus Glyptothoracini
      - Glyptothorax

    - Tribus Glyptosternina
      - Barbeuchiloglanis[1]
      - Creteuchiloglanis[2]
      - Euchiloglanis
      - Exostoma
      - Glaridoglanis
      - Glyptosternon
      - Myersglanis
      - Oreoglanis
      - Parachiloglanis
      - Pareuchiloglanis
      - Pseudexostoma
      - Sineuchiloglanis[1]
      - Tremeuchiloglanis[1]

    - Tribus Pseudecheneidina
      - Pseudecheneis